# Santranges
Santranges är en kommun i departementet Cher i regionen Centre-Val de Loire i de centrala delarna av Frankrike. Kommunen ligger  i kantonen Léré som tillhör arrondissementet Bourges. År 2022 hade Santranges 438 invånare.

## Befolkningsutveckling
Antalet invånare i kommunen Santranges
Referens:INSEE